# リウトルト (ケルンテン公)
リウトルト・フォン・エッペンシュタイン（ドイツ語：Liutold von Eppenstein, 1050年ごろ - 1090年5月12日）は、ケルンテン公およびヴェローナ辺境伯（在位：1077年 - 1090年）。

## 生涯
ハインリヒ3世はマルクヴァルト4世・フォン・エッペンシュタインとリウトビルク・フォン・プライン（プライン伯リウトルト2世の娘）の間の次男である。祖父アダルベロは1035年に皇帝コンラート2世により廃位されるまでケルンテン公位にあった。公位を剥奪された後も、エッペンシュタイン家は依然としてケルンテンにおいて大きな権力を持ち、皇帝が任命した外地からの支配者が在地貴族を抑えるのは困難であった。
ケルンテン公であったツェーリンゲン家のベルトルト2世が叙任権闘争において対立王ルドルフ・フォン・ラインフェルデンを支持し、1077年にローマ王ハインリヒ4世により廃位され、リウトルトは祖父が帯びていたケルンテン公位を取り戻すことができた。カノッサから帰還したハインリヒ4世は、ベルトルト2世に代わりリウトルトをケルンテン公とした。リウトルトはハインリヒ4世がドイツに帰還する際にプレディル峠やケルンテン領内の通行の安全を確保したのである。しかし、ハインリヒ4世はフリウーリおよびイストリアを新たに設置したフリウーリ総大司教領（アクィレイア大司教領）とし、シュタイアーマルク辺境伯領はオットカール家の支配下にとどめたため、エッペンシュタイン家の領地はかなり狭められることとなった。
リウトルトは後にハインリヒ4世の戴冠のためローマに付き従い、また、エッペンシュタイン城を再建した。リウトルトは2度結婚したが、子供は得られなかったため、弟ハインリヒ3世が継承した。リウトルトはシュタイアーマルクのザンクト・ランブレヒト修道院に埋葬された。